# BLUE/蕾 -blue dreams-
「BLUE/蕾-blue dreams-」（ブルー/つぼみ ブルードリームズ）は、Suaraの4作目のシングル。2007年10月24日に、キングレコードより両A面としてリリースされた

## 解説
- 「BLUE」は、テレビアニメ『BLUE DROP 〜天使達の戯曲〜』オープニングテーマ、「蕾-blue dreams-」は、同アニメエンディングテーマとして使用された。

## 収録曲
1. BLUE [4:44]
作詞：大倉雅彦、作曲：Clara、編曲：藤間仁（Elements Garden）
2. 蕾-blue dreams- [4:09]
作詞：Bee'、作曲：衣笠道雄、編曲：藤田淳平（Elements Garden）
3. BLUE <instrumental>
4. 蕾-blue dreams- <Instrumental>